# Aperture
Aperture (na óptica, o nome significa abertura) é um software de gerenciamento e edição de imagens desenvolvido pela Apple Inc. para o sistema operativo Mac OS X. Vendido inicialmente em mídia óptica e posteriormente teve sua distribuição feita através da Mac App Store, a loja virtual, no dia 6 de janeiro de 2011. O preço inicial de venda foi de 499 dólares.
O software é usado como ferramenta para fotógrafos (profissionais) na pós-produção de fotos e manipula somente os dados RAW (formato sem compressão) da câmera digital.
A versão 1.0 do programa foi apresentado em Nova Iorque na PhotoPlus Expo em 19 de outubro de 2005.

## Aperture 2
A versão 2.0 foi lançada em 12 de fevereiro de 2008, com o preço original sendo reduzido para 199 dólares.

## Aperture 3
Aperture 3.0 teve seu lançamento no dia 9 de fevereiro de 2010, com um preço de 79,99 dólares, e é a primeira versão do software que tinha como requerimento o uso de um computador Mac com processador Intel. (versões anteriores tinham a compatibilidade com a arquitetura PowerPC). Além disso, foram introduzidas mais de 200 novidades nesta versão.

## Histórico de versões
| Número de versão | Data de lançamento      |
| ---------------- | ----------------------- |
| 1.0              | 30 de novembro de 2005  |
| 1.0.1            | 21 de dezembro de 2005  |
| 1.1              | 13 de abril de 2006     |
| 1.1.1            | 4 de maio de 2006       |
| 1.1.2            | 12 de junho de 2006     |
| 1.5              | 29 de setembro de 2006  |
| 1.5.1            | 2 de novembro de 2006   |
| 1.5.2            | 11 de dezembro de 2006  |
| 1.5.3            | 19 de abril de 2007     |
| 1.5.6            | 26 de outubro de 2007   |
| 2.0              | 12 de fevereiro de 2008 |
| 2.0.1            | 3 de março de 2008      |
| 2.1              | 28 de março de 2008     |
| 2.1.1            | 28 de julho de 2008     |
| 2.1.2            | 20 de outubro de 2008   |
| 2.1.3            | 14 de março de 2009     |
| 2.1.4            | 27 de agosto de 2009    |
| 3.0              | 9 de fevereiro de 2010  |
| 3.0.1            | 24 de fevereiro de 2010 |
| 3.0.2            | 25 de março de 2010     |
| 3.0.3            | 29 de abril de 2010     |
| 3.1              | 20 de outubro de 2010   |
| 3.1.1            | 9 de dezembro de 2010   |
| 3.1.1            | 6 de janeiro de 2011    |
| 3.1.2            | 23 de março de 2011     |
| 3.1.3            | 13 de julho de 2011     |
| 3.2              | 12 de outubro de 2011   |
| 3.2.1            | 28 de outubro de 2011   |
| 3.2.2            | 8 de dezembro de 2011   |
| 3.2.3            | 13 de março de 2012     |
| 3.2.4            | 24 de maio de 2012      |
| 3.3              | 11 de junho de 2012     |
| 3.3.1            | 28 de junho de 2012     |
| 3.3.2            | 25 de julho de 2012     |
| 3.4              | 19 de setembro de 2012  |
| 3.4.1            | 28 de setembro de 2012  |
| 3.4.2            | 1 de novembro de 2012   |
| 3.4.3            | 15 de novembro de 2012  |
| 3.4.4            | 16 de abril de 2013     |
| 3.4.5            | 5 de junho de 2013      |